# Hate (Sinister)
Hate è un album studio del gruppo musicale Sinister, pubblicato nel 1995.

## Tracce
1. Intro – 1:36
2. Awaiting the Absu – 7:06
3. Embodiment of Chaos – 3:55
4. Art of the Damned – 5:18
5. Unseen Darkness – 4:21
6. 18th Century Hellfire – 4:01
7. To Mega Therion – 4:33
8. The Cursed Mayhem – 3:03
9. The Bloodfeast – 5:54

## Formazione
- Mike van Mastrigt - voce
- Aad Kloosterwaard - batteria
- Bart van Wallenburg - chitarra, basso